# Fonzie
Arthur Herbert Fonzarelli, alias Fonzie est un personnage de fiction apparaissant dans la série télévisée américaine Happy Days, diffusée entre 1974 et 1984 sur le réseau ABC et, en France sur TF1 à partir de 1976. Le personnage est interprété par l'acteur Henry Winkler.
Dans la série, le personnage est le stéréotype du blouson noir fréquemment vu sur sa moto, portant une veste en cuir et représentant l'essence du cool, contrairement à son cercle d'amis.

## Création du personnage
Fonzie était à l'origine un personnage secondaire, mais a rapidement été positionné en tant que personnage principal lorsqu'il a commencé à surpasser les autres personnages en popularité,,.
C'est Bob Brunner, le producteur et scénariste de Happy Days qui a créé à la fois le surnom de « Fonzie » et le nom d'Arthur Fonzarelli pour le personnage, ainsi que sa phrase fétiche « Sit on it »,,.
Fonzie a été l'un des deux seuls personnages (avec Howard Cunningham (en)) à apparaître dans les 255 épisodes de la série.

## Biographie du personnage

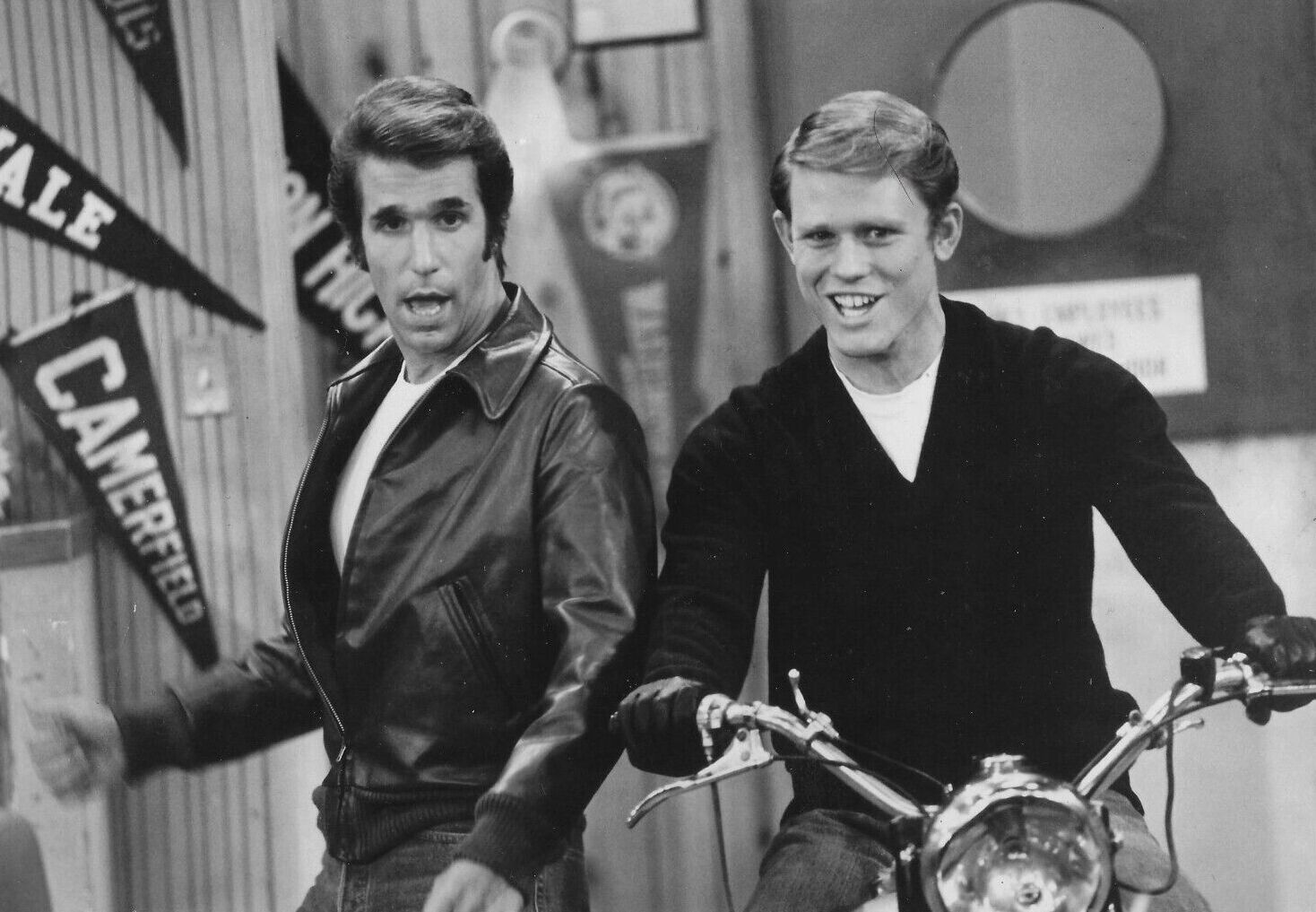
Fonzie (à gauche) en compagnie de Richie Cunningham (interprété par Ron Howard) dans une scène de la série Happy Days.

Au début de la série Happy Days, Fonzie est l'archétype du « blouson noir » des années 1950 : veste de cuir, moto Triumph (la moto louée par la production sera celle déjà utilisée pour le film La Grande Évasion), chaussé de lunettes Ray Ban. Il est le « mauvais garçon » qui apprend aux autres protagonistes de la série, des fils de bonne famille, à devenir attirants aux yeux des filles, à être « cool » (terme que Fonzie emploie à chaque épisode ou presque).
Fonzie est un grand séducteur : un claquement de doigts fait venir à lui les plus jolies filles du restaurant Arnold's. Mais au fur et à mesure de la série, on découvre un homme au grand cœur qui a gagné le respect des autres sans jamais se battre, contrairement à ce que son image de « voyou » (auprès des bien-pensants) pouvait laisser penser.
Personnage secondaire lors des premiers épisodes, il en deviendra la vedette dans les derniers temps de la série, son image de voyou au grand cœur, dragueur invétéré s'estompant progressivement pour apparaître de plus en plus comme un personnage paternaliste et consensuel, le « fiancé idéal ».

## Distinctions
L'acteur Henry Winkler, pour son interprétation de Fonzie a obtenu deux Golden Globe du meilleur acteur dans une série télévisée consécutifs (en 1977 et 1978), trois nominations à l'Emmy du meilleur acteur dans une série et une étoile sur le Hollywood Walk of Fame.
Le personnage de Fonzie possède depuis 2008 une statue à son effigie, érigée à Milwaukee.

## Version française
La voix de Fonzie en version française a été assurée par Bernard Murat puis par Michel Mella.